# 73-й армейский корпус (вермахт)
73-й армейский корпус (нем. LXXIII. Armeekorps), сформирован 25 ноября 1944 года.

## Боевой путь
В 1944—1945 годах — дислоцировался на севере Италии (в районе Венеции).

## Состав корпуса
В декабре 1944:
- 114-я лёгкая пехотная дивизия

С марта 1945:
- штаб корпуса
- батальон связи

## Командующий корпусом
- С 25 ноября 1944 — генерал пехоты Антон Достлер (8 мая 1945 взят в американский плен, 1 декабря 1945 — расстрелян)